# Guy Rey-Millet
Guy Rey-Millet, né le 11 janvier 1929 à La Roche-sur-Foron (Haute-Savoie) et mort le 11 décembre 2017 à Chambéry (Savoie), est un architecte et urbaniste français.

## Biographie

### Jeunesse et formation
Guy Rey-Millet nait à La Roche-sur-Foron le 11 janvier 1929.
Il termine ses études en 1956 à l’École spéciale d'architecture de Paris, dont il sort diplômé, en présentant un projet de « foyer communautaire de vacances » situé en montagne au Reposoir en Haute-Savoie, stimulé par le travail de Denys Pradelle à Courchevel 1850. Il rejoint la station l'année suivante et y apprend le métier d’architecte en élaborant ses premiers projets de maisons et d’immeubles dont la résidence Pralong.

### Carrière professionnelle
Il participe à la fondation de l’Atelier d’Architecture en Montagne (AAM), qui réunit autour de Denys Pradelle une équipe d'architectes urbanistes, au sein duquel se développera toute son activité professionnelle.
En 1962, en collaboration avec Henri Mouette architecte, il construit la première maison familiale de vacances dans la station de Roche-Béranger.
Dès 1960, avec Robert Blanc et  Gaston Regairaz, il repère le site des Arcs, puis à partir de 1962, ils étudient pour Roger Godino un projet d’ensemble en vue de la création d'une nouvelle station de sports d'hiver,. En 1968, il livre la première construction d’Arc 1600 et en 1969, avec Charlotte Perriand, la résidence La Cascade. À la demande de Pierre Lainé, directeur de l’Association Renouveau, il conçoit l’aménagement et l’architecture de la station des Karellis (Savoie) lancée en 1974.

### Autres activités
Montagnard et skieur, il construit plusieurs refuges d’altitude dans les Alpes, notamment le refuge Robert Blanc dans le massif du Beaufortain, le refuge d’Argentière dans le Mont-Blanc et le refuge de la Vanoise.
À partir de 1985, Guy Rey-Millet enseigne dans les écoles d’architecture de Lyon puis de Grenoble.

### Décès
Guy Rey-Millet meurt le 11 décembre 2017 à Chambéry.

## Publications
- Laurent Chappis, Denys Pradelle, Guy Rey-Millet, Jean-François Lyon-Caen, Courchevel. Naissance d'une station, Paris, Éditions Du Linteau, 2013, 152 p. (ISBN 978-2-91034-280-7)
- Claire Grangé, avec Guy Rey-Millet, Charlotte Perriand, créer en montagne, Annecy, CAUE de Haute-Savoie, 1er avril 2016 (ISBN 978-2910618353)